# 2-е Банино
2-е Банино (Второе Банино), (устар. Рождественское, Гранкино) — село в Фатежском районе Курской области. Входит в состав Банинского сельсовета. Постоянное население — 78 человек (2010 год).

## География
Расположено в 7 км к северо-востоку от Фатежа на левом берегу ручья Гниловодчик, притока Усожи. Ближайшие населённые пункты — село 1-е Банино и деревня Моховое.

## История
Деревня Банино впервые упоминается в 1744 году в составе Усожского стана Курского уезда. По одной из версий её название произошло от фамилии первопоселенца — служивого человека Банина. Часть населения села были казёнными крестьянами (принадлежали государству), часть — владельческими (принадлежали помещикам). Среди владельцев села Банино были дворяне Николаевы: майор Николай Егорович (1780-е годы), помещик Егор Иванович (1840-е годы), штабс-ротмистр Иван Николаевич (1850-е годы). С начала XIX века село входило в состав Игинской волости Фатежского уезда. В 1862 году в Банино было 63 двора, проживали 933 человека (443 мужского пола и 490 женского), действовал православный Рождество-Богородицкий храм. В то время село входило в состав Богоявленской волости. В источниках второй половины XIX века Банино часто упоминается под названиями Рождественское (по Рождество-Богородицкой церкви) и Гранкино. В 1877 году в селе был 121 двор, проживали 833 человека. При Рождество-Богородицкой церкви до 1917 года действовали земская двухкомплектная и Верхнеплатовская церковно-приходская школы.
В советское время село было разделено на 2 населённых пункта: 1-е Банино и 2-е Банино. В 1937 году во Втором Банино было 68 дворов. В 1920—1950-х годах на территории села действовали колхозы «Путь Ленина», имени М. Горького, «Объединение», «Путь к социализму». К 1955 году все они были объединены в один колхоз имени М. Горького. В хозяйстве имелось 1200 гектар земли, МТФ, СТФ, птицеферма и кролиководческая ферма, тракторный парк состоял из трех комбайнов, восьми тракторов и сельскохозяйственного инвентаря. Одним из первых руководителей хозяйства был Георгий Петрович Сиделев. В 1960—1990-х годах земли села Банино входили в колхоз «Путь Ленина» с центром в селе Сотниково. В 1954—1963 годах село входило в состав Миленинского сельсовета, в 1963—1989 годах в составе Хмелевского сельсовета. В 1963 году в Банино было построено новое здание школы. В 1981 году в селе проживало около 200 человек.

## Население
| 2002 | 2010 |
| ---- | ---- |
| 112  | ↘78  |

## Инфраструктура
В селе действуют дом культуры, школа, библиотека.

## Памятники истории
В селе у здания школы находится братская могила 18 советских воинов, погибших в боях во время Великой Отечественной войны. Памятник установлен в 1963 году.

## Известные люди
- Петраков, Алексей Иванович — участник Великой Отечественной войны. В 2001 году был представлен к званию «Герой Российской Федерации»[9].